# Matthias Kuring
Matthias Kuring (* 15. Januar 1967) ist ein deutscher Volleyball- und Beachvolleyballspieler.

## Karriere Halle
Kuring spielte bis 1998 Volleyball beim Bundesligisten Post SV Berlin. Nach einer Saison beim Zweitligisten Berliner TSC kehrte Kuring 1999 zurück zu seiner alten Mannschaft, die inzwischen zu Eintracht Innova Berlin gewechselt war.

## Karriere Beach
Kuring wurde 1994 mit Falk Zimmermann Dritter bei der deutschen Meisterschaft in Timmendorfer Strand. 1995 nahm er mit Elmar Harbrecht am Beach-Weltturnier in Berlin teil. Bis 2002 spielte Kuring auf nationalen Turnieren u. a. mit Christian Schwarz, Thomas Brall, Leonard Waligora und Oliver Heitmann.